# Parque do Vale Fundão
O Parque do Vale Fundão é um jardim em Lisboa, sendo considerado um ponto turístico da cidade.
O parque tem cerca de 9 hectares e fica localizado na parte oriental da cidade de Lisboa, entre as zona I e zona J de Chelas. Historicamente, esta zona da cidade era composta por quintas para uso agrícola e de recreio. A partir da década de 1940, vários espaços nesta zona foram expropriados para a construção de vias de comunicação e urbanizações, tendo a área do parque escapado a estas intervenções.

## Flora
As espécies que ocorrem neste parque são sobretudo autóctones e do tipo mediterrâneo.
Na zona a leste do campo de jogos existente, ocorre um bosquete de Pinus pinea (pinheiro-manso). A sul do pinhal ocorre um prado que evidencia um alinhamento de choupos-da-lombardia (Populus nigra var. italica). Mais para leste existe um bosquete de freixos (Fraxinus angustifolia). Seguindo mais para leste ocorrem as olaias (Cercis siliquastrum) e os loendros (Nerium oleander).
Outras espécies existentes no parque incluem: alfarrobeira (Ceratonia siliqua), zambujeiro (Olea europaea var. sylvestris) e tamariz (Tamarix africana).